# Бритва Оккама
Не треба примножувати сутності без потреби
Бри́тва (ле́зо) О́ккама (або принцип простоти) — принцип логіки, який приписують середньовічному філософу-схоласту Вільяму з Оккама. Принцип стверджує, що не треба робити більше припущень, ніж мінімально потрібно. Одне з формулювань самого Вільяма з Оккама: «Numquam ponenda est pluralitas sine necessitate» (Різноманіття не слід припускати без необхідності). Цей принцип також відомий як принцип ощадливості або лезо Оккама (завдяки використовуваній грі слів у латинському оригіналі — зголити також означає знайти істину, відокремити хибне припущення). Інший варіант формулювання: «Сутності не повинні примножуватися» (лат. Entia non sunt multiplicanda).

## Історія
Те, що називають «бритвою Оккама», не було відкрито самим Вільямом з Оккама, він лише сформулював відомий ще з часів Арістотеля «принцип достатньої ґрунтовності». «Бритва Оккама» — лише назва принципу і не означає авторства. Альберт Ейнштейн таким чином сформулював принцип «леза Окками»: «Все слід спрощувати доти, поки це можливо, але не більше того». (Everything should be made as simple as possible, but not one bit simpler.)

## Практичне застосування
Згаданий принцип лежить в основі всього наукового моделювання і побудови теорій. Згідно з принципом простоти з набору наявних еквівалентних моделей будь-якого явища слід вибрати найпростішу. У будь-якій моделі, принцип простоти допомагає нам відкинути («зголити») ті поняття, змінні або конструкції, які непотрібні, щоб пояснити явище. Дотримуючись цих правил, розвиток моделі стане набагато легшим, а виникнення неузгодженостей, двозначностей і надмірностей зменшується.
Хоча принцип може видатися тривіальним, він критичний для конструювання моделей завдяки явищу, відомому як «недовизначеність теорій даними». Для певного набору спостережень або даних завжди існує нескінченний ряд можливих моделей, які пояснюють ці дані. Це виникає тому, що модель зазвичай являє собою нескінченний цілий ряд можливих випадків, з якого спостережувані випадки — тільки обмежена підмножина. На неспостережувані випадки модель розповсюджується завдяки висновкам, що покривають як зроблені, так і потенційні спостереження.
Наприклад, через дві точки на діаграмі спостережень ви можете завжди провести пряму лінію, і зробити висновок, що всі подальші спостереження лежатимуть на тій лінії. Проте, можна також провести нескінченну різноманітність різних, складніших кривих, які проходять через ті ж дві точки, і ці криві так само добре відповідали б емпіричним даним. Тільки принцип простоти в цьому випадку вимагає вибрати «пряме» (тобто лінійне) відношення як кандидата на найкращу модель. Подібне міркування може бути поширене на випадок n точок даних, розташованих за будь-яким розподілом.
Хоча цей принцип необхідний для створення моделей складних систем, його використання може призвести до проблем, коли ми вибираємо між гіпотезами, які не еквівалентні (або це невідомо). Критерії простоти часто розрізняються, і часто не ясно, яка гіпотеза найпростіша. До того ж невідомо pro tanto, що найпростіша гіпотеза повинна бути правильною.

## У масовій культурі та літературі
- У серіалі «Цілком таємно», Малдер називає бритву Оккама «принципом обмеженої уяви».
- У серіалі «Доктор Хаус», доктор Хаус, користуючись принципом леза Оккама, визначає діагноз хворого (1 сезон, 3 серія).
- У 2012 році під назвою «Лезо Оккама» вийшла збірка івано-франківського поета Богдана Стрільчика.
- У фільмі «Контакт», користуючись принципом бритви Оккама, спростовують подорож головної героїні до центру галактики.
- У серіалі «Гарна дружина» також використовується цей принцип. В 13 серії 3 сезону адвокат казначейства хоче довести, що адвокат, який захищає Біткойна і є сам Біткойн (людина, яка придумала віртуальну валюту).
- У серіалі «Клініка» в 7 сезоні 1 серії діагноз поставили за принципом леза Оккама, коли лікар Кокс подивився на бороду свого колеги.
- У серіалі «Менталіст» в 2 сезоні 14 серії згадується принцип леза Оккама при розкритті убивства колишнього члена банди.
- У серіалі «Візаві»[en] в 3 сезоні 5 серії згадується принцип бритви Оккама при розмові інспектора поліції та ув'язненої, підозрюваної у вбивстві свого чоловіка.
- Серіал «Лютер», 1 сезон, 1 серія, 20 хв.